# Helena, Oklahoma
Helena är en ort i Alfalfa County i Oklahoma. Orten fick sitt namn efter postmästaren Helen S. Monroe. Helena lyckades behålla sin järnvägsförbindelse, medan andra småorter i trakten upplevde en kraftig minskning av folkmängden när järnvägstrafiken upphörde i efterdyningar av den stora depressionen. 1990 års folkräkning visade för första gången över 1 000 invånare tack vare ett nytt fängelse.